# Голча (Малопольское воеводство)

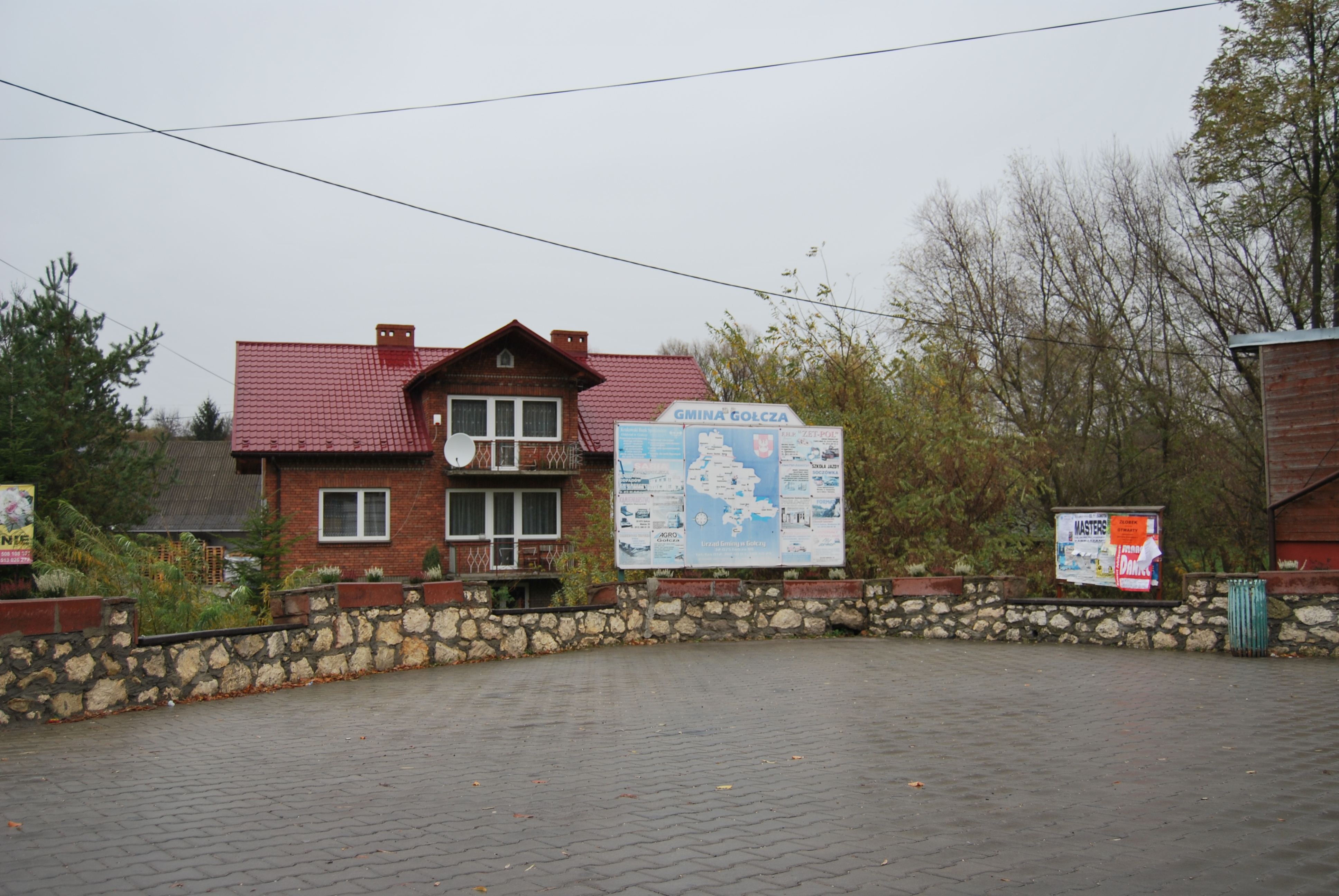
Центр села

Го́лча (пол. Gołcza) — село в Польше в Мехувском повете Малопольского воеводства. Административный центр сельской гмины Голча.
Село располагается в 8 км от административного центра повета города Мехув и в 31 км от административного центра воеводства города Краков.

## История
Впервые о селе упоминается в историческом документе 1325 года, в котором упоминается о существовании католического прихода в Голче. Село упоминалось под именованиями «De Golecz» в 1398 году и «De Golcz» в 1425 году. Современное именование села упоминается в 1470 году. Село принадлежало различным польским шляхетским родам. Первым собственником села был Ян Немежа из Голчи герба Мондростки. В 1779 году село перешло в собственность Краковской академии.
После первого раздела Польши 1772 года село перешло в Австрийскую империю и находилась в составе Западной Галиции. С 1815 года село перешло в состав Царства Польского. В 1905 году российская власть открыла в селе четырёхлетнюю школу с преподаванием русского языка.
В 1975—1998 годах село входило в состав Краковского воеводства.

## Достопримечательности
- Церковь Успения Пресвятой Девы Марии;
- Старое кладбище.

## Известные жители и уроженцы
- Коссаковский, Ян Непомуцен (1755—1808) — виленский епископ.